# Liarea turriculata turriculata
Liarea turriculata turriculata es una subespecie de molusco gasterópodo de la familia Pupinidae. 

## Distribución geográfica
Se encuentra en Nueva Zelanda